# Matteo Trigona
Matteo Trigona (Piazza Armerina, 8 aprile 1679 – Piazza Armerina, 22 febbraio 1753) è stato un arcivescovo cattolico italiano.

## Biografia
Appartenente alla famiglia Trigona, con tradizione ecclesiastica proficua, divenne presbitero nel 1703, e fu nominato vescovo di Siracusa il 7 maggio 1732, da papa Clemente XII, e allo stesso tempo divenne commendatario dell'abbazia della Santissima Trinità della Magione. Venne consacrato il 7 maggio dal cardinale Antonio Saverio Gentili. Si dimise per età avanzata e per malattia, e fu nominato arcivescovo titolare di Iconio da papa Benedetto XIV.
Morì nel paese natio il 22 febbraio 1753. Fu sepolto nella chiesa madre.

## Genealogia episcopale
La genealogia episcopale è:
- Cardinale Scipione Rebiba
- Cardinale Giulio Antonio Santori
- Cardinale Girolamo Bernerio, O.P.
- Arcivescovo Galeazzo Sanvitale
- Cardinale Ludovico Ludovisi
- Cardinale Luigi Caetani
- Cardinale Ulderico Carpegna
- Cardinale Paluzzo Paluzzi Altieri degli Albertoni
- Papa Benedetto XIII
- Cardinale Antonio Saverio Gentili
- Arcivescovo Matteo Trigona